# Verônica (telenovela)
Verónica é uma telenovela mexicana produzida por Valentín Pimstein para a Televisa e exibida pelo El Canal de las Estrellas entre 9 de novembro de 1979 e 21 de março de 1980.
Original de Inés Rodena, é baseada na radionovela Muchachas de hoy. Foi uma mini telenovela semanal exibida nas sextas feiras às 17:30.
Foi protagonizada por Julissa e Ricardo Blume e antagonizada por Christian Bach e Aldo Monti.

## Elenco
- Julissa - Verónica Vásquez Gutiérrez de Oropeza
- Ricardo Blume - César Domínguez Romero[2]
- Christian Bach - María Teresa Oropeza Maldonado
- Aldo Monti - Federico Oropeza Murray
- Ariadne Welter - Herminia
- María Teresa Rivas - Marcelina
- Elsa Cárdenas - Leonor
- Nelly Meden - Esther
- Martha Verduzco - Katy
- Alejandra Peniche - Malina
- Yuri - Norma
- Lola Tinoco - Petrita
- Roberto Ballesteros - Lisandro
- Lupelena Goyeneche -  Domitila

## Outras Versões
- Sin ti - Telenovela produzida por Angelli Nesma Medina em 1997, protagonizada por Gabriela Rivero e René Strickler e antagonizada por Adamari López e Roberto Vander.[3]